# SHA-2
SHA-2 (Сигурносни алгоритам хеширања) је скуп криптографских хеш функција направљен од стране Националне Безбедносне Агенције (NSA). SHA је скраћеница за Сигурносни Алгоритам Хеширања. Криптографске хеш функције су математичке операције које се врше над дигиталним подацима; упоређивањем обрађеног "хеша" (резултата извршавања алгоритма) са познатом и  очекиваном хеш вредношћу, можемо утврдити целовитост података. На пример, обрађивањем хеша скинутог фајла и упоређивањем резултата са претходно објављеном хеш вредношћу можемо утврдити да ли је фајл мењан или компромитован. Кључна одлика криптографске хеш функције је његова отпорност на сударање, тј. није могуће наћи два различита уноса који као резултат дају исту хеш вредност.
SHA-2 укључује значајне промене у односу на свог претходника SHA-1. SHA-2 породица се састоји од 6 хеш функција са обрадама (хеш вредностима) од 224, 256, 384 или 512 бита: SHA-224, SHA-256, SHA-384, SHA-512, SHA-512/224, SHA-512/256.
SHA-256 и SHA-512 су новије хеш функције обрађиване 32-битним односно 64-битним речима. Користе различите помераје и адитивне константе, али су им структуре осим тога скоро исте, разликују се само по броју рунди. SHA-224 и SHA-384 су једноставно окрњене верзије прва два, обрађене другим почетним вредностима. SHA-512/224 и SHA-512/256 су такође окрњене верзије SHA-512, али су почетне вредности генерисане методом прописаном Федералним Стандардом за Обраду Података (FIPS) PUB 180-4. SHA-2 је објављен 2001. год. од стране Националног Института за Стандарде и Технологију, америчког федералног стандарда (FIPS). SHA-2 породица алгоритама патентирана је под бројем 6829355. САД су ослободиле патент плаћања лиценце. 
2005. год. појавио се алгоритам за проналажење судара SHA-1 алгоритма у око 2000 мање корака него до тада. Иако до данас није објављен ниједан пример судара код SHA-1 алгоритма, отпорност на сударе је мања од очекиване тако да се његово коришћење више не препоручује за послове који се ослањају на отпорност код судара, као на пример дигитални потпис. Иако је SHA-2 сличан SHA-1, напади никад нису успешно изведени. 

## Хеш стандард
Објављивањем FIPS PUB 180-2, NIST додаје три додатне 3 хеш функције SHA породици. Ти алгоритми су познати као SHA-2, названих по дужини обрадних речи (у битовима): SHA-256, SHA-384, и SHA-512. Алгоритми су прво објављени 2001. год. у FIPS PUB 180-2 и у то време су прихватане јавне критике и коментари. Августа 2002, FIPS PUB 180-2 постаје нови Стандард Сигурног Хеширања и тиме замењује дотадашњи  FIPS PUB 180-1 објављен 1995. Унапређени стандард је садржао првобитни SHA-1 алгоритам, са унапређеном техничком документацијом у којој је детаљно описан начин рада алгоритама SHA-2 породице.
Фебруара 2004., објављена је промена FIPS PUB 180-2 описујући нову варијанту,SHA-224,  који је дефинисан да се поклапа са дужином кључа двокључног  Triple DES-а. Октобра 2008. стандард је ажуриран у објави FIPS PUB 180-3 додајући SHA-224 као стандард, без фундаменталних промена у стандарду. Основна мотивација за унапређењем стандарда, било је премештање безбедносних информација о хеш алгоритмима и препорукама за њихово коришћење у  специјалне публикације 800-107 и 800-57. Детаљан тест података и пример обраде порука су уклоњени из стандарда и сада су доступни у засебним документима.
Јануара 2011. NIST објављује SP800-131A, у ком описује прелазак са дотадашње минималне безбедности од 80 битова (SHA-1) које су државне институције користиле до 2013. на 112 битну безбедност (SHA-2) што постаје минимална и препоручена безбедност након тога.
Марта 2012. стандард је унапређен у објави FIPS PUB 180-4, тада су додате хеш функције SHA-512/224 и SHA-512/256 и описан је метод за генерисање почетних вредности за окрњене верзије SHA-512. Поред тога скинута је забрана допуњавања улазних података пре хеширања, што је дозвољавало да је хеш подаци рачунају истовремено када се генерише садржа, налик на пренос звука и видеа у реалном времену. Додавање финалног блока података мора да се заврши пре резултата хеширања.
Јула 2012. NIST ревидира SP800-57, што пружа упутство за руковање криптографским кључевима. Ова публикација забрањује прављење дигиталних потписа који имају хеш безбедност мању од 112 бита након 2013. Претходна ревизија 2007.  наводи да прелазак буде најкасније до краја 2010. Августа 2012. NIST проверава SP800-107 на исти начин.

## Апликације
За више детаља на ову тему погледајте Cryptographic hash function § Applications.
SHA-2 хеш функција се користи у неким широко коришћеним сигурносним апликацијама и протоколима, као што су TLS, SSL, PGP, SSH, S/MIME и IPsec.
SHA-256 се користи као део процеса овере Debian GNU/Linux софтверских пакета,  као и у DKIM стандарду за потписивање порука; SHA-512 је део система за оверавање архивског видеа из Међународног суда правде за геноцид у Руанди.  SHA-256 и SHA-512 су препоручени за коришћење у DNSSEC. Јуникс и Линукс дистрибутери прелазе на коришћење 256битног и 512битног SHA-2 за сигурносно хеширање шифра.
Неколико криптовалута као на пример Биткоин, користе SHA-256 за оверавање трансакција и рачунање  proof-of-work и proof-of-stake. Напредовањем  ASIC SHA-2 убрзавајућих чипова, довело је до коришћења proof-of-work шема заснованих на шифровању.
SHA-1 и SHA-2  су сигурни хеш алгоритми неопходни у одређеним државним установа САД, укључујући коришћење других криптографских алгоритама и протокола, за заштиту осетљивих информација. FIPS PUB 180-1 такође охрабрује прихватање и коришћење SHA-1 од стране приватних и трговинских организација.  SHA-1 се више не користи у већини државних установа; Национални институт за Стандарде и Технологију у САД, препоручује државним службама да престану коришћење  SHA-1 за послове који захтевају отпорност на судар и да користе неки од SHA-2 породице хеш функција након 2010. год.  NISТова директива је требало да убрза престанак коришћења SHA-1.
Упркос бољој сигурности, функционалности SHA-2 нису брзо прихваћене. Разлог можда лежи у томе што је недостајала подршка за системе на којима је био Windows XP SP2 или нека старија верзија,   као и у чињеници да и даље није пронађен судар код SHA-1 . Google Chrome тим је најавио да ће њихови прегледачи престати са коришћењем SHA-1-зависних TLS  сертификата у периоду од краја 2014 до ране 2015.

## Криптоанализа и овера
За хеш функције где L представља број бита у датој обрађеној поруци, наћи поруку која одговара датој необрађеној,може се одредити коришћењем”насилног“ алгоритма, односно “Brute force” алгоритма претрагом у  2L израза. Ово се назива “preimage attack” и може, али и не мора бити ефикасно, у зависности од броја бита – L и од самог рачунарског окружења. Други критеријум јесте наћи две различите необрађене поруке које обрадом дају исти сегмент битова. Ово се назива колизија, и коришћењем такозваног “birthday attack” (криптографског напада), њихов број износи у просеку само 2L/2.
На неке апликације које користе криптографски хеш, као што је складиштење лозинки, колизија представља минималан проблем. Направити лозинку која одговара датом налогу захтева “preimage attack” , као и приступ хешу првобитне шифре, обично у shadow фајловима, што може, али опет и не мора бити једноставно. Чак ни безбедне хеш вредности лозинке не могу спречити да се, горе поменутим „насилним“ алгоритмом „нападну“ и открију неке не тако сигурне шифре.
У случајевима потписивања докумената, нападач не може просто лажирати потпис постојећег документа – нападач би морао да створи/напише два документа, један безазлен и један штетан и да онда натера или на неки начин учини да посредник приватног кључа потпише штетан документ. Постоје и ситуације у којима је могуће следеће: све до краја 2008. године, било је могуће креирати кривотворен SSL сертификат користећи MD5 колизију која је била прихваћена коришћењем интернет прегледача. 
Повећавањем занимања за анализом криптографског хеша за време такмичења SHA3 довело је до новог напада на SHA-2 породицу. Једини практичан проблем јесте колизија, односно „колизиони напади“: ни један напад не указује на пуну хеш функцију.
На FSE 2012, истраживачи у Сонију су одржали презентацију указујући на то да псеудо-колизиони напади могу да се повећају чак на 52 рунди на SHA-256 и 57 рунди на SHA-512 користећи "biclique pseudo-preimage" напад.
| Објављено у                                                                  | Година | Метод напада             | Напад           | Врста   | Рунда | Комплексност |
| ---------------------------------------------------------------------------- | ------ | ------------------------ | --------------- | ------- | ----- | ------------ |
| Нови напад судара против SHA-2 до 24 корака                                  | 2008   | Детерминистички          | Судар           | SHA-256 | 24/64 | 228.5        |
| Нови напад судара против SHA-2 до 24 корака                                  | 2008   | Детерминистички          | Судар           | SHA-512 | 24/80 | 232.5        |
| Preimages за умањени број корака SHA-2                                       | 2009   | Човек-у-средини (МИТМ)   | Preimage        | SHA-256 | 42/64 | 2251.7       |
| Preimages за умањени број корака SHA-2                                       | 2009   | Човек-у-средини (МИТМ)   | Preimage        | SHA-256 | 43/64 | 2254.9       |
| Preimages за умањени број корака SHA-2                                       | 2009   | Човек-у-средини (МИТМ)   | Preimage        | SHA-512 | 42/80 | 2502.3       |
| Preimages за умањени број корака SHA-2                                       | 2009   | Човек-у-средини (МИТМ)   | Preimage        | SHA-512 | 46/80 | 2511.5       |
| Напредни човек-у-средини (МИТМ) preimage напад                               | 2010   | Човек-у-средини (МИТМ)   | Preimage        | SHA-256 | 42/64 | 2248.4       |
| Напредни човек-у-средини (МИТМ) preimage напад                               | 2010   | Човек-у-средини (МИТМ)   | Preimage        | SHA-512 | 42/80 | 2494.6       |
| Диференцијални напад вишег реда на редуковани SHA-256                        | 2011   | Диференцијал             | Псеудо-судар    | SHA-256 | 46/64 | 2178         |
| Диференцијални напад вишег реда на редуковани SHA-256                        | 2011   | Диференцијал             | Псеудо-судар    | SHA-256 | 46/64 | 246          |
| Bicliques за Preimages: Напад на Skein-512 и SHA-2 фамилију                  | 2011   | Biclique                 | Preimage        | SHA-256 | 45/64 | 2255.5       |
| Bicliques за Preimages: Напад на Skein-512 и SHA-2 фамилију                  | 2011   | Biclique                 | Preimage        | SHA-512 | 50/80 | 2511.5       |
| Bicliques за Preimages: Напад на Skein-512 и SHA-2 фамилију                  | 2011   | Biclique                 | Псеудо-preimage | SHA-256 | 52/64 | 2255         |
| Bicliques за Preimages: Напад на Skein-512 и SHA-2 фамилију                  | 2011   | Biclique                 | Псеудо-preimage | SHA-512 | 57/80 | 2511         |
| Побољшање локалног судара: Нови напад на редуковани SHA-256                  | 2013   | Диференцијал             | Судар           | SHA-256 | 31/64 | 265.5        |
| Побољшање локалног судара: Нови напад на редуковани SHA-256                  | 2013   | Диференцијал             | Псеудо-судар    | SHA-256 | 38/64 | 237          |
| Хеористика гранања у диференцијалном судару Претрага апликацијама до SHA-512 | 2014   | Хеуристика диференцијала | Псеудо-судар    | SHA-512 | 38/80 | 240.5        |
| Анализа SHA-512/224 и SHA-512/256                                            | 2016   | Диференцијал             | Судар           | SHA-256 | 28/64 | практичан    |
| Анализа SHA-512/224 и SHA-512/256                                            | 2016   | Диференцијал             | Судар           | SHA-512 | 27/80 | practical    |
| Анализа SHA-512/224 и SHA-512/256                                            | 2016   | Диференцијал             | Псеудо-судар    | SHA-512 | 39/80 | practical    |

### Званична овера
Имплементација свих сигурносних функција, одобрених од стране FIPS-а, може бити оверена кроз CMVP програм, који заједнички воде Национални институт за Стандарде и Технологију (NIST) и Установа за безбедне комуникације (CSE). 

## Примери SHA-2 варијанти
Хеш вредности празних стрингова.
```
SHA224("")
                                            0x d14a028c2a3a2bc9476102bb288234c415a2b01f828ea62ac5b3e42f

SHA256("")

0x e3b0c44298fc1c149afbf4c8996fb92427ae41e4649b934ca495991b7852b855

SHA384("")

0x 38b060a751ac96384cd9327eb1b1e36a21fdb71114be07434c0cc7bf63f6e1da274edebfe76f65fbd51ad2f14898b95b

SHA512("")

0x cf83e1357eefb8bdf1542850d66d8007d620e4050b5715dc83f4a921d36ce9ce47d0d13c5d85f2b0ff8318d2877eec2f63b931bd47417a81a538327af927da3e

SHA512/224("")

0x 6ed0dd02806fa89e25de060c19d3ac86cabb87d6a0ddd05c333b84f4

SHA512/256("")

0x c672b8d1ef56ed28ab87c3622c5114069bdd3ad7b8f9737498d0c01ecef0967a
```

Чак ће и мала промена у поруци највероватније довести до различите хеш вредности. На пример додавање тачке на крај ове реченице мења вредност хеша са 111 на 224 бита:
```
SHA224("
The quick brown fox jumps over the lazy dog
")

0x 730e109bd7a8a32b1cb9d9a09aa2325d2430587ddbc0c38bad911525

SHA224("
The quick brown fox jumps over the lazy dog
.")

0x 619cba8e8e05826e9b8c519c0a5c68f4fb653e8a3d8aa04bb2c8cd4c
```

## Псеудокод
У наставку следи псеудокод за SHA-256 алгоритам.
```
Напомена 1: Све променљиве су 32-битни неозначени интиџери и додавање се рачуна по моду 2
32

Напомена 2: За сваку рунду, постоји једна константа k[i] и један унос у распоред порука, низ

w[i],  0 ≤ i ≤ 63.

Напомена 3: Функција за компресију користи 8 променљивих, слова од а до х.

Напомена 4: Big-endian нотација је коришћена за константе и када парсирамо блок порука из бајта у речи,

нпр. прва реч уноса поруке "абц" након допуњавања буде 0x61626380.

Иницијализација хеш вредности:

првих 32-бита из факторијелних делова из квадратних корена првих 8 простих бројева 2...19):

h0 := 0x6a09e667
h1 := 0xbb67ae85
h2 := 0x3c6ef372
h3 := 0xa54ff53a
h4 := 0x510e527f
h5 := 0x9b05688c
h6 := 0x1f83d9ab
h7 := 0x5be0cd19

Иницијализација низа округлих константи:

(првих 32 бита су разломљени делови кубних корена првих 64 простих бројева 2...311):

k
[
0..63
]
 :=
   0x428a2f98, 0x71374491, 0xb5c0fbcf, 0xe9b5dba5, 0x3956c25b, 0x59f111f1, 0x923f82a4, 0xab1c5ed5,
   0xd807aa98, 0x12835b01, 0x243185be, 0x550c7dc3, 0x72be5d74, 0x80deb1fe, 0x9bdc06a7, 0xc19bf174,
   0xe49b69c1, 0xefbe4786, 0x0fc19dc6, 0x240ca1cc, 0x2de92c6f, 0x4a7484aa, 0x5cb0a9dc, 0x76f988da,
   0x983e5152, 0xa831c66d, 0xb00327c8, 0xbf597fc7, 0xc6e00bf3, 0xd5a79147, 0x06ca6351, 0x14292967,
   0x27b70a85, 0x2e1b2138, 0x4d2c6dfc, 0x53380d13, 0x650a7354, 0x766a0abb, 0x81c2c92e, 0x92722c85,
   0xa2bfe8a1, 0xa81a664b, 0xc24b8b70, 0xc76c51a3, 0xd192e819, 0xd6990624, 0xf40e3585, 0x106aa070,
   0x19a4c116, 0x1e376c08, 0x2748774c, 0x34b0bcb5, 0x391c0cb3, 0x4ed8aa4a, 0x5b9cca4f, 0x682e6ff3,
   0x748f82ee, 0x78a5636f, 0x84c87814, 0x8cc70208, 0x90befffa, 0xa4506ceb, 0xbef9a3f7, 0xc67178f2

Пред-процесирање:

append the bit '1' to the message
append k bits '0', where k is the minimum number >= 0 such that the resulting message
    length (modulo 512 in 
bits
) is 448.
append length of message (without the '1' bit or padding), in 
bits
, as 64-bit big-endian integer
    (this will make the entire post-processed length a multiple of 512 bits)

Обрађивање поруке у 512-битне гомиле:

break message into 512-bit chunks

for
 each chunk
    create a 64-entry message schedule array w
[
0..63
]
 of 32-bit words
    
(The initial values in w
[
0..63
]
 don't matter, so many implementations zero them here)

    copy chunk into first 16 words w[0..15] of the message schedule array

    
Проширивање првих 16 речи са осталих 48 речи w
[
16..63
]
 низа порука:

    
for
 i 
from
 16 to 63
        s0 := (w
[
i-15
]
 
rightrotate
 7) 
xor
 (w
[
i-15
]
 
rightrotate
 18) 
xor
 (w
[
i-15
]
 
rightshift
 3)
        s1 := (w
[
i-2
]
 
rightrotate
 17) 
xor
 (w
[
i-2
]
 
rightrotate
 19) 
xor
 (w
[
i-2
]
 
rightshift
 10)
        w
[
i
]
 := w
[
i-16
]
 
+
 s0 
+
 w
[
i-7
]
 
+
 s1

    
Иницијализација променљивих за тренутне хеш вредности:

    a := h0
    b := h1
    c := h2
    d := h3
    e := h4
    f := h5
    g := h6
    h := h7

    
функција компресије, главна петља:

    
for
 i 
from
 0 to 63
        S1 := (e 
rightrotate
 6) 
xor
 (e 
rightrotate
 11) 
xor
 (e 
rightrotate
 25)
        ch := (e 
and
 f) 
xor
 ((
not
 e) 
and
 g)
        temp1 := h 
+
 S1 
+
 ch 
+
 k
[
i
]
 
+
 w
[
i
]

        S0 := (a 
rightrotate
 2) 
xor
 (a 
rightrotate
 13) 
xor
 (a 
rightrotate
 22)
        maj := (a 
and
 b) 
xor
 (a 
and
 c) 
xor
 (b 
and
 c)
        temp2 := S0 
+
 maj
 
        h := g
        g := f
        f := e
        e := d 
+
 temp1
        d := c
        c := b
        b := a
        
a
 := temp1 
+
 temp2

    
Додавање компресоване гомиле на тренутну хеш вредност:

    h0 := h0 
+
 a
    h1 := h1 
+
 b
    h2 := h2 
+
 c
    h3 := h3 
+
 d
    h4 := h4 
+
 e
    h5 := h5 
+
 f
    h6 := h6 
+
 g
    h7 := h7 
+
 h

Прављење коначне хеш вредности (big-endian):

digest := hash := h0 
append
 h1 
append
 h2 
append
 h3 
append
 h4 
append
 h5 
append
 h6 
append
 h7
```

Обрађивање ch and maj вредности се може оптимизовати на исти начин као и код SHA-1.
SHA-224 је исти као SHA-256, осим што:
- Почетне вредности h0до h7 су различите и
- Излаз се конструише избегавањем h7

SHA-224 почетне хеш вредности (у big endian):
```
(Других 32-бита су разломљени делови квадратних корена простих бројева 23..53)

h
[
0..7
]
 :=
    0xc1059ed8, 0x367cd507, 0x3070dd17, 0xf70e5939, 0xffc00b31, 0x68581511, 0x64f98fa7, 0xbefa4fa4
```

SHA-512 има исту структуру као SHA-256, али:
- порука се цепа у 1024-битне гомиле,
- има 80 рунди уместо 64,
- распоред порука, низ w има 80 64-битних речи уместо 64 32-битне речи,
- како би се проширио низ, петља иде од 16 до 79 уместо од 16 до 63,
- рундне константе су засноване на првих 80 простих бројева 2..409,
- реч која се користи за израчунавања је дугачка 64-бита,
- додата реч на поруку у пред-процесирању је дугачка 128-бита у big-endian означавању
- shift и rotate вредности су различите

```
SHA-512 почетне хеш вредности (у big-endian):
                                                                               h h
[
0..7
]
 := 0x6a09e667f3bcc908, 0xbb67ae8584caa73b, 0x3c6ef372fe94f82b, 0xa54ff53a5f1d36f1, 
           0x510e527fade682d1, 0x9b05688c2b3e6c1f, 0x1f83d9abfb41bd6b, 0x5be0cd19137e2179

SHA-512 рундне константе:

k
[
0..79
]
 := [ 0x428a2f98d728ae22, 0x7137449123ef65cd, 0xb5c0fbcfec4d3b2f, 0xe9b5dba58189dbbc, 0x3956c25bf348b538, 
              0x59f111f1b605d019, 0x923f82a4af194f9b, 0xab1c5ed5da6d8118, 0xd807aa98a3030242, 0x12835b0145706fbe, 
              0x243185be4ee4b28c, 0x550c7dc3d5ffb4e2, 0x72be5d74f27b896f, 0x80deb1fe3b1696b1, 0x9bdc06a725c71235, 
              0xc19bf174cf692694, 0xe49b69c19ef14ad2, 0xefbe4786384f25e3, 0x0fc19dc68b8cd5b5, 0x240ca1cc77ac9c65, 
              0x2de92c6f592b0275, 0x4a7484aa6ea6e483, 0x5cb0a9dcbd41fbd4, 0x76f988da831153b5, 0x983e5152ee66dfab, 
              0xa831c66d2db43210, 0xb00327c898fb213f, 0xbf597fc7beef0ee4, 0xc6e00bf33da88fc2, 0xd5a79147930aa725, 
              0x06ca6351e003826f, 0x142929670a0e6e70, 0x27b70a8546d22ffc, 0x2e1b21385c26c926, 0x4d2c6dfc5ac42aed, 
              0x53380d139d95b3df, 0x650a73548baf63de, 0x766a0abb3c77b2a8, 0x81c2c92e47edaee6, 0x92722c851482353b, 
              0xa2bfe8a14cf10364, 0xa81a664bbc423001, 0xc24b8b70d0f89791, 0xc76c51a30654be30, 0xd192e819d6ef5218, 
              0xd69906245565a910, 0xf40e35855771202a, 0x106aa07032bbd1b8, 0x19a4c116b8d2d0c8, 0x1e376c085141ab53, 
              0x2748774cdf8eeb99, 0x34b0bcb5e19b48a8, 0x391c0cb3c5c95a63, 0x4ed8aa4ae3418acb, 0x5b9cca4f7763e373, 
              0x682e6ff3d6b2b8a3, 0x748f82ee5defb2fc, 0x78a5636f43172f60, 0x84c87814a1f0ab72, 0x8cc702081a6439ec, 
              0x90befffa23631e28, 0xa4506cebde82bde9, 0xbef9a3f7b2c67915, 0xc67178f2e372532b, 0xca273eceea26619c, 
              0xd186b8c721c0c207, 0xeada7dd6cde0eb1e, 0xf57d4f7fee6ed178, 0x06f067aa72176fba, 0x0a637dc5a2c898a6, 
              0x113f9804bef90dae, 0x1b710b35131c471b, 0x28db77f523047d84, 0x32caab7b40c72493, 0x3c9ebe0a15c9bebc, 
              0x431d67c49c100d4c, 0x4cc5d4becb3e42b6, 0x597f299cfc657e2a, 0x5fcb6fab3ad6faec, 0x6c44198c4a475817]

SHA-512 Sum & Sigma:

S0 := (a 
rightrotate
 28) 
xor
 (a 
rightrotate
 34) 
xor
 (a 
rightrotate
 39)
S1 := (e 
rightrotate
 14) 
xor
 (e 
rightrotate
 18) 
xor
 (e 
rightrotate
 41)

s0 := (w
[
i-15
]
 
rightrotate
 1) 
xor
 (w
[
i-15
]
 
rightrotate
 8) 
xor
 (w
[
i-15
]
 
rightshift
 7)
s1 := (w
[
i-2
]
 
rightrotate
 19) 
xor
 (w
[
i-2
]
 
rightrotate
 61) 
xor
 (w
[
i-2
]
 
rightshift
 6)
```

SHA-384 је исти као SHA-512, осим што:
- Почетне вредности h0до h7 су различите и
- излаз се прави избегавањем h6 и h7

```
SHA-384 почетне хеш вредности (у big-endian):

h
[
0..7
]
 := 0xcbbb9d5dc1059ed8, 0x629a292a367cd507, 0x9159015a3070dd17, 0x152fecd8f70e5939, 
           0x67332667ffc00b31, 0x8eb44a8768581511, 0xdb0c2e0d64f98fa7, 0x47b5481dbefa4fa4
```

SHA-512/t је исти као SHA-512 осим што:
- Почетне вредности h0до h7 су дате функцијом SHA-512/t IV генерације,
- Излаз се прави скраћивањем и повезивањем t битова од h0 до h7,
- t не може бити 384, уместо тога SHA-384 треба да користи како је прописано,
- t вредности 224 и 256 су посебно препоручене

## Поређење SHA функција
У табели испод, унутрашње стање је "унутрашња хеш вредност" после сваке компресије блока података.
| Алгоритам и варијанта | Алгоритам и варијанта                   | Величина излаза (битови)    | Величина унутрашњег стања (битови) | Величина блока (битови) | Максимална дужина поруке (битови) | Рунде | Операције                             | Заштита (битови)            | Пример извршења (MiB/s) |
| --------------------- | --------------------------------------- | --------------------------- | ---------------------------------- | ----------------------- | --------------------------------- | ----- | ------------------------------------- | --------------------------- | ----------------------- |
| MD5 (as reference)    | MD5 (as reference)                      | 128                         | 128 (4 × 32)                       | 512                     | Неограничено                      | 64    | And, Xor, Rot, Add (mod 232), Or      | <64 (пронађен судар)        | 335                     |
| SHA-0                 | SHA-0                                   | 160                         | 160 (5 × 32)                       | 512                     | 264 − 1                           | 80    | And, Xor, Rot, Add (mod 232), Or      | <80 (пронађен судар)        | -                       |
| SHA-1                 | SHA-1                                   | 160                         | 160 (5 × 32)                       | 512                     | 264 − 1                           | 80    | And, Xor, Rot, Add (mod 232), Or      | <80 (теоретски напад)       | 192                     |
| SHA-2                 | SHA-224 SHA-256                         | 224 256                     | 256 (8 × 32)                       | 512                     | 264 − 1                           | 64    | And, Xor, Rot, Add (mod 232), Or, Shr | 112 128                     | 139                     |
| SHA-2                 | SHA-384 SHA-512 SHA-512/224 SHA-512/256 | 384 512 224 256             | 512 (8 × 64)                       | 1024                    | 2128 − 1                          | 80    | And, Xor, Rot, Add (mod 264), Or, Shr | 192 256 112 128             | 154                     |
| SHA-3                 | SHA3-224 SHA3-256 SHA3-384 SHA3-512     | 224 256 384 512             | 1600 (5 × 5 × 64)                  | 1152 1088 832 576       | Неограничено                      | 24    | And, Xor, Rot, Not                    | 112 128 192 256             | -                       |
| SHA-3                 | SHAKE128 SHAKE256                       | d (arbitrary) d (arbitrary) | 1600 (5 × 5 × 64)                  | 1344 1088               | Неограничено                      | 24    | And, Xor, Rot, Not                    | min(d/2, 128) min(d/2, 256) | -                       |

У колони са битовским операцијама, "rot" заправо значи rotate no carry, а "shr" right logical shift. Сви ови алгоритми користе модуларно сабирање осим SHA-3.
Резултати перформанси изнад одговарају једно-нитној имплементацији на AMD Opteron 8354 такта 2.2 GHz под Линуксом у 64-битном моду, и служе само као груба основа за општа поређења. Детаљнија мерења перформанси на савременим архитектурама процесора се налазе у табели испод.
| CPU архитектура  | Фреквенција | Алгоритам | Дужина речи (битови) | Циклуси/бајт x86 | MiB/s x86 | Циклуси/бајт x86-64 | MiB/s x86-64 |
| ---------------- | ----------- | --------- | -------------------- | ---------------- | --------- | ------------------- | ------------ |
| Intel Ivy Bridge | 3.5 GHz     | SHA-256   | 32-bit               | 16.80            | 199       | 13.05               | 256          |
| Intel Ivy Bridge | 3.5 GHz     | SHA-512   | 64-bit               | 43.66            | 76        | 8.48                | 394          |
| AMD Piledriver   | 3.8 GHz     | SHA-256   | 32-bit               | 22.87            | 158       | 18.47               | 196          |
| AMD Piledriver   | 3.8 GHz     | SHA-512   | 64-bit               | 88.36            | 41        | 12.43               | 292          |

Перформансе означене са 'x86' покретане су коришћењем 32-битног кода на 64-битним процесорима, док су 'x86-64' природни 64-битни кодови. И ако је SHA-256 дизајниран за 32-битне прорачуне, заправо има користи од кода оптимизованог за 64-битне процесоре на x86 архитектури. 32-битна имплементација SHA-512 је доста спорија од свог 64-битног рођака. Варијанте оба алгоритма са различитим величинама на излазу, ће се понашати слично, док су проширења поруке и функције компресије исте, и само почетне хеш вредности и величине на излазу су различите. Најбоље имплементације MD5 и SHA-1 имају између 4.5 и 6 циклуса по бајту на модерним процесорима.
Испитивање је извршено од стране Универзитет Илиноја у Чикагу на њиховом hydra8 систему, који покреће Inter Xeon E3-1275 V2 са брзином такта од 3,5 GHz, и на њиховом hydra9 систему који покреће AMD A10-5800K са брзином такта од 3.8 GHz. Претходно поменута брзина циклуса у битовима је средња брзина алгоритма који обрађује 4,096-битне поруке користећи SUPERCOP криптографски софтвер за рангирање. MiB/s су изведени из брзине часовника процесора на једом језгру, реалне перформансе могу зависити од разних фактора.